# موشکان (چرداول)
موشکان (چرداول)، روستایی از توابع بخش شباب شهرستان چرداول در استان ایلام ایران است.

## جمعیت
این روستا در دهستان ریزوند قرار دارد و براساس سرشماری مرکز آمار ایران در سال ۱۳۸۵، جمعیت آن ۱۹۶ نفر (۴۵خانوار) بوده‌است.
مردم این روستا منسوب به ایل ملکشاهی می‌باشند.